# Septoria zeina
Septoria zeina är en svampart som beskrevs av G.L. Stout 1930. Septoria zeina ingår i släktet Septoria och familjen Mycosphaerellaceae.   Inga underarter finns listade i Catalogue of Life.